# Constantia

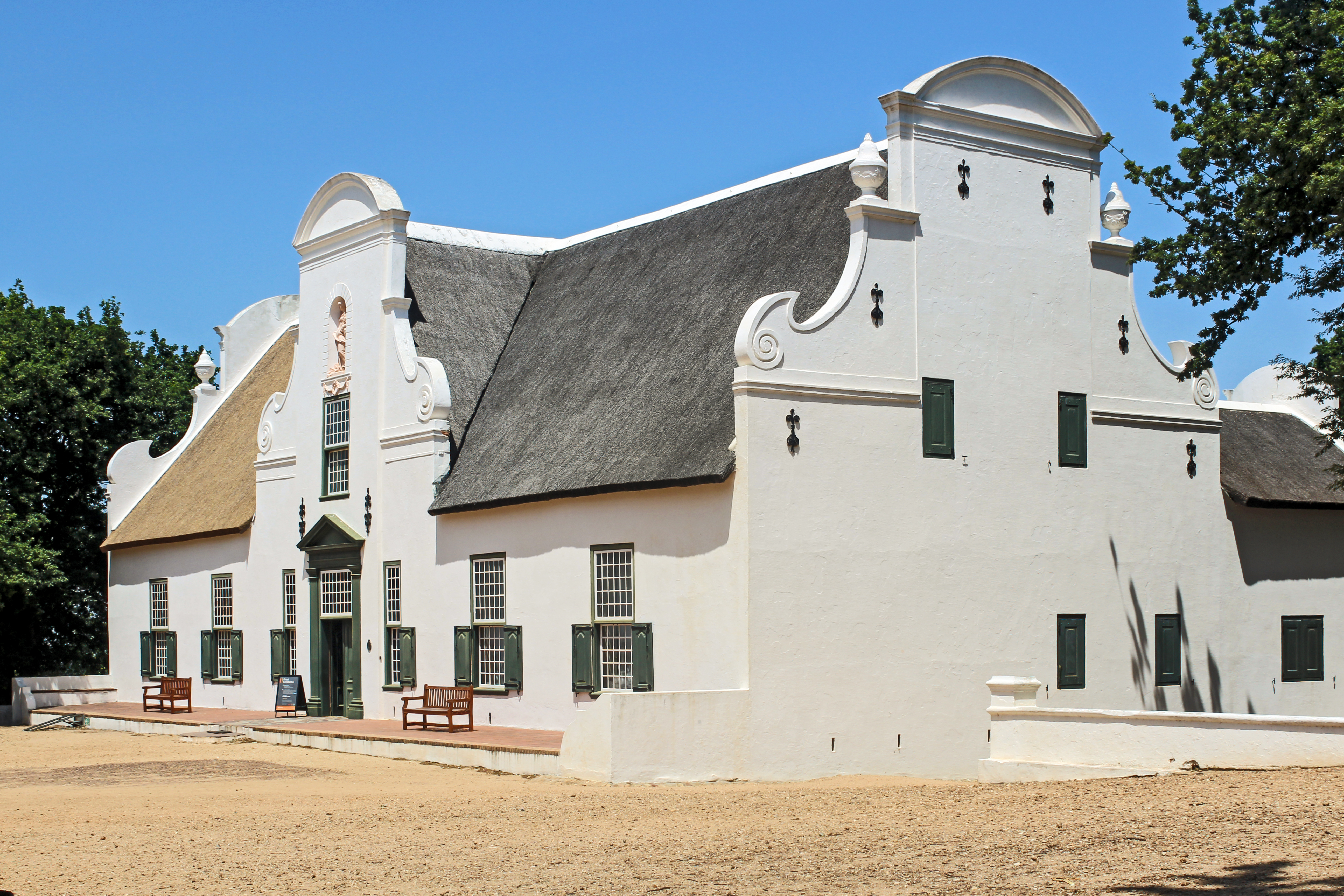
Finca de Groot Constantia.

Constantia es un distrito de Ciudad del Cabo, Sudáfrica. Está ubicado en el centro del Valle de Constantia y se extiende hacia la Montaña de Constantiaberg, al este. Está separado por un paso que se dirige desde Hout Bay hacia el oeste.
Constantia se sitúa en la península del Cabo, unos kilómetros al sur de Table Mountain y el distrito financiero de Ciudad del Cabo.
Constantia es uno de los suburbios más antiguos de Ciudad del Cabo, siendo famoso por sus vinos. Aquí se encuentran fincas como la de Groot Constantia (Gran Constantia), que fue establecida en el año 1684 por el gobernador colonial holandés de Ciudad del Cabo, Simon van der Stel, Klein Constantia (Pequeña Constantia) y Constantia Uitsig. Hasta comienzos del siglo XX esta región era conocida por la exportación de Constantia, vino dulce de sobremesa. El declive de las exportaciones comenzó con la llegada al Cabo de un parásito que atacaba a las vides, lo que sumado a la falta de escrúpulos de muchos comerciantes, que vendieron como Constantia vino que no lo era, acabaron con su reputación. 
En la actualidad, Constantia se ha convertido en un suburbio de clases altas con extensas propiedades cuyos precios han crecido exponencialmente en los últimos años.
- Datos: Q1127739
- Multimedia: Constantia, Cape Town / Q1127739